# All or Nothing (The Subways)
All or Nothing è il secondo album del gruppo britannico The Subways, pubblicato nel 2008. È stato registrato ai Conway Studios di Los Angeles e prodotto da Butch Vig. L'uscita dell'album è stata preceduta dalla pubblicazione del singolo Girls & Boys, scaricabile gratuitamente dal sito della band. Il secondo singolo estratto dall'album è stato Alright, messo in commercio il 16 giugno 2008.

## Il disco
Il gruppo aveva già iniziato a suonare a vari concerti e festival dal 2005 le canzoni Kalifornia e Shake! Shake!, alle quali, fra il 2007 e l'inizio del 2008, si sono aggiunte: Alright, Obsession, Turnaround, I Won't Let You Down e Girls & Boys.
La registrazione del disco, che è avvenuta in due periodi ed è terminata il 17 ottobre 2008, è stata rimandata a causa di alcuni noduli alle corde vocali di Billy Lunn, per questo motivo l'album è stato intitolato All or Nothing.
L'album è entrato nella classifica delle vendite britanniche (Official Albums Chart) alla posizione numero 17 il 6 luglio dopo essere stato pubblicato il 30 giugno 2008.

## Tracce
1. Girls & Boys - 3:33
2. Kalifornia - 2:54
3. Alright - 2:51
4. Shake! Shake! - 2:45
5. Move To Newlyn - 2:44
6. All or Nothing - 3:12
7. I Won't Let You Down - 3:42
8. Turnaround - 2:48
9. Obsession - 3:08
10. Strawberry Blonde - 4:38
11. Always Tomorrow -2:58
12. Lostboy - 3:10

Bonus track della versione giapponese
1. Streetfighter - 3:33
2. Burst - 3:49

Bonus track della versione australiana
1. Love and Death
2. This is the Club for People Who Hate People
3. Clock
4. The Only Ones

Special edition
1. Love and Death (bonus track)
2. This Is The Club for People Who Hate People (Bonus track)
3. All or Nothing (documentario di 25 minuti/DVD)
4. Kalifornia (live/DVD)
5. Shake! Shake! (live/DVD)
6. Turnaround (live/DVD)
7. Alright (live/DVD)

## Singoli
1. Girls & Boys - 25 marzo 2008[3]
2. Alright - Pubblicato il 16 giugno 2008
3. I Won't Let You Down - Pubblicato il 25 agosto 2008

## Formazione
- Billy Lunn — chitarra, voce, paroliere
- Charlotte Cooper — basso, seconda voce
- Josh Morgan — batteria; voce nel brano All or Nothing
- Butch Vig — produzione
- Rich Costey — missaggio